# آندروس ساره
آندروس ساره (استونیایی: Andrus Saare؛ زادهٔ ۲۹ دسامبر ۱۹۶۵) سیاستمدار و نماینده سابق مجلس اهل استونی است.